# Josep Aguiló Aguiló
Josep Aguiló Aguiló (Son Servera, Mallorca, 1887 - Palma, 1961)., també conegut com a Josep Aguiló de Son Servera, va ser un metge i polític mallorquí.

## Biografia
Va néixer a Son Servera el 25 de maig de 1887. El 1910 va ser un dels fundadors de l'Associació d'Estudiants de la Universitat de Barcelona. Obtingué la llicenciatura en medicina el 21 de juny de 1912, als 25 anys, aconseguint el Premi Extraordinari de llicenciatura. El 1917 es va casar amb Josepa Tarongí Tarongí. S'establí com a metge a Palma, on fundà i dirigí un dispensari gratuït per a infants pobres. L'any 1927 obtingué el títol de doctor en medicina i cirurgia per la Universitat Central de Madrid.
Va ser president del Foment del Civisme i col·laborador de "La Vanguardia Balear", dirigida per l'advocat Jeroni Massanet Beltran. L'abril de 1924 fou designat regidor de l'Ajuntament de Palma, en el primer consistori del Directori Militar del General Primo de Rivera, essent batle Francesc Salas Albertí. Va participar coma vocal de la Comissió de Sanitat, així com a la Comissió de Murades. El juny de 1936 va signar la Resposta als catalans. Un cop haver esclatat la revolta feixista es va retractar d'aquesta signatura amb una carta oberta a la premsa mallorquina.
Va ser metge consultor de Médica Mallorca. Morí als 74 anys, el 6 de juny de 1961.